# Lagorchestes hirsutus
Lagorchestes hirsutus é uma espécie de marsupial da família Macropodidae.
É endêmica da Austrália.
Uma subespécie, Lagorchestes hirsutus hirsutus, já se encontra extinta.